# Coma (medicina)
En medicina, el coma (del grec κῶμα o κωμα, que significa son profunda) és un estat sever de pèrdua de consciència que pot ser el resultat d'una gran varietat de condicions incloent-hi la intoxicació per (drogues, alcohol o altres tòxics), anomalies metabòliques (hipoglucèmia, hiperglucèmia, cetosi), malalties del sistema nerviós central: ictus, traumatisme crani-encefàlic, convulsions i hipòxia. Les causes metabòliques són les més freqüents.
El coma és una síndrome. Expressa un fort trastorn de les funcions cerebrals i, per tant, sovint comporta perill de mort. El pronòstic del pacient en situació de coma depèn de la gravetat d'aquest, de les malalties subjacents i de l'assistència mèdica. Des del punt de vista etiopatogènic, són dos els principals mecanismes responsables del coma: un és una alteració difusa d'ambdós hemisferis cerebrals i l'altre una disrupció del sistema reticular ascendent mesencefàlic que transporta les senyals nervioses al tàlem i al còrtex.

## Causes

### Malalties primàries cerebrals
- Apoplexia
  - Succés espontani, coma per danys cerebrals
  - Hemorràgia cerebral que pot conduir a la inconsciència, si danya directament el cervell o per un augment de pressió al crani
- Trauma cranial
  - Coma per lesions cerebrals directes, secundàries a edema cerebral o derivades d'un dany axonal difús.[2]
- Meningitis/Encefalitis
  - Inflamació intensa del parènquima cerebral i/o de les seves cobertes, pròpia de malalties que solen causar febre alta i alterar l'homeòstasi del SNC.
  - Desenvolupament del coma en un lapse d'hores
- Atac epilèptic
  - Succés espontani. L'estat de coma també es produeix en casos d'epilèpsia no convulsiva, una circumstància que cal tenir present a l'hora de determinar el procés causal.[3]
- Tumor cerebral (primari o metàstasic)
  - Desenvolupament lent
  - Coma causat principalment per augment de la pressió intracranial i els seus consegüents efectes sobre el cervell

### Trastorns metabòlics
- Trastorns del metabolisme del sucre
  - Hipoglucèmia. El coma esdevé quan la glucèmia és ≤ 20 mg/dl.[4]
  - Hiperglucèmia, coma diabètic.[5]
- Deficiència d'O₂ o excés de CO₂ a la sang
  - Trastorn de la recepció cerebral d'oxigen, per exemple el que produeix una aturada cardíaca de més de 4-6 minuts de duració[6] o un xoc circulatori de qualsevol etiologia.[7]
  - Hipotensió intracranial, espontània o relacionada amb una intervenció neuroquirúrgica.[8]
- Insuficiència renal amb encefalopatia urèmica greu.[9]
- Insuficiència hepàtica amb encefalopatia.[10]
- Causes hormonals, com l'hipotiroïdisme greu de llarga durada,[11] la malaltia d'Addison[12] o la síndrome de Sheenan.[13]
- Trastorns hidroelectrolítics, per exemple hipernatrèmia[14] o hipercalcèmia,[15] sovint secundaris a una malaltia de base.

### Intoxicacions
- Per accident o intencional
- Per drogues, com per exemple l'alcohol (coma etílic), l'èxtasi líquid,[16] els cannabinoides sintètics[17] o els opiacis. És especialment perillós el consum de fentanil, sol o combinat amb altres psicolèptics, per la seva altíssima capacitat de penetració en el SNC.[18]
- Medicament recomanat

## Nivells de coma
El nivell de consciència pot oscil·lar des de la confusió, la torpor i la somnolència, al coma profund. A mesura que es perden els mecanismes de vigilància, disminueix gradualment la capacitat de resposta del malalt als estímuls externs. En el coma superficial s'aprecien respostes primitives davant estímuls nociceptius, mentre que en el coma profund no hi ha resposta al dolor. A grans trets, la gravetat del coma es pot qualificar com de: 
- Primer Grau - defensa selectiva al dolor, moviment de pupil·les intacte, moviment dels ulls per estímul de l'òrgan d'equilibri intacte.
- Segon Grau - desordenada defensa al dolor, moviment en massa, moviment divergent dels ulls.
- Tercer Grau- sense defensa, només reflexos fugaços, manca el reflex vestíbuloocular, reacció pupil·lar debilitada.
- Quart Grau - sense reacció al dolor, sense reacció de les pupil·les, manca dels altres reflexos de protecció.

Existeixen escales específiques per quantificar neurològicament el coma. Les més conegudes són:
- Escala de Glasgow: Dissenyada inicialment per ser emprada en casos de traumatisme encefàlic, es basa en l'apertura ocular, la resposta verbal i la resposta motora a dos estímuls principals: la veu i el dolor. La seva puntuació és de 3 a 15, considerant-se un coma greu els valors iguals o inferiors a set punts. Una puntuació ≤ a 3 representa una lesió cerebral molt seriosa, sovint irreversible i amb un alt índex de mortalitat.[20] Un coma profund i no reactiu (Glasgow 3) és un dels elements fonamentals per establir el diagnòstic de mort cerebral, juntament amb apnea, hipotonicitat muscular generalitzada i absència de reflexos troncoencefàlics.[21]
- Escala FOUR (Full Outline of UnResponsiveness): A més de la resposta ocular i motora avalua els reflexos del tronc de l'encèfal i el patró respiratori (respiració de Cheyne-Stokes, apnèustica, atàxica, hiperventilació neurògena). La puntuació és de 0 a 16, assignant a cada paràmetre un valor màxim de 4. S'utilitza sovint en les UCIs.[22]
- Escala de Blantyre: Modificació de l'escala de Glasgow pediàtrica,[23] emprada per categoritzar l'estat neurològic de nens amb malària cerebral (falcípara).[24] La puntuació d'aquestes dues escales infantils és de 0 a 5.

Per avaluar el grau de recuperació de consciència del pacient comatós han estat dissenyades també diverses escales. Una de les més utilitzades arreu, adaptada a diferents idiomes, és la CRS-R (Coma Recovery Scale-Revised), la qual té uns bons nivells d'especificitat i sensibilitat.
A la fi d'agilitzar i estandarditzar el maneig inicial dels malalts en coma arribats als serveis d'Urgéncies, especialistes dels EUA crearen un protocol en forma de diagrama de flux, denominat ENLS (Emergency Neurological Life Support).

## Termes derivats

### Coma induït o artificial
Quan es fa una sedació o narcosi, que és la inducció de la disminució de consciència amb medicaments, es produeix un cert grau de coma temporal. Això no sempre implica que hi hagi pèrdua total de la consciència. Per regla general, s'utilitzen barbitúrics (pentobarbital o tiopental) a dosis controlades per aconseguir aquest estat i és un procediment emprat sobretot per protegir el cervell durant intervencions neuroquirúrgiques perllongades, en casos molt determinats d'epilèpsia refractària als fàrmacs convencionals o per tractar la hipertensió intracranial secundària a traumatismes cranioencefàlics greus.

### Pseudocoma
Certs trastorns poden produir situacions que es poden confondre amb un estat de coma:
- Síndrome d'enclaustrament (en anglès, Locked-in Syndrome) — Lesió de la part ventral de la protuberància, causada sovint per una oclusió embòlica de l'artèria basilar. La consciència està preservada, però el malalt no pot parlar ni moure els músculs de les extremitats, el troc o la cara, mentre que conserva el parpelleig voluntari i els moviments verticals oculars.[32] Un examen neurològic minuciós permet diferenciar aquesta entitat d'un coma genuí.[33]
- Mutisme acinètic — Manca de resposta motora en un individu conscient que ha sofert una lesió a les àrees prefrontals o premotores cerebrals responsables d'iniciar els moviments. El malalt mou els ulls, però no pot efectuar altres moviments o obeir ordres sense ajuda. Per regla general, el seu to muscular i els reflexes osteotendinosos i posturals no presenten alteracions.[34]
- Manca neurogènica de resposta — Alguns pacients amb malalties neuropsiquiàtriques efectuen resistència passiva a l'apertura dels ulls, modifiquen la situació del cos per tal d'evitar els estímuls o miren el sostre insistentment malgrat els canvis de postura, sent incongruents els resultats de l'exploració física. De vegades, poden mostrar convulsions no epilèptiques. La catatonia es diferencia del coma per la capacitat preservada del pacient de mantenir-se dempeus, assegut o en una posició concreta.[35] Hi ha autors que parlen indistintament de 'coma psicogen'[36] o de 'coma funcional'[37] per referir-se a les situacions de manca de resposta en persones amb determinats trastorns psiquiàtrics, en especial el de conversió,[38] i que no tenen res a veure amb conductes simuladores que pretenen obtenir alguna mena de benefici. Es veu ocasionalment després de procediments anestèsics de naturalesa molt dispar.[39]